# Misa Eguchi
Misa Eguchi (江口 実沙, Eguchi Misa), née le 18 avril 1992, est une joueuse de tennis japonaise.
Évoluant principalement sur le circuit ITF, elle y a remporté 6 titres en simple et 6 en double.
En 2016, elle joue sa première finale en simple en catégorie WTA 125 à Dalian.

## Carrière

### Débuts timides (2012 - 2013) puis finale en double en WTA 125 et quelques résultats (2014)
En 2012 elle ne participe qu'à un seul tournoi WTA, mais échoue à Osaka en phases qualificatives face à Luksika Kumkhum, puis en 2013 face à Mandy Minella dans le même tournoi, à chaque fois au premier tour.
C'est l'année 2014 qui lui permet d'obtenir quelques résultats. Elle passe enfin les phases qualificatives au tournoi de Bakou. Elle parvient à faire un bon parcours éliminant Magdaléna Rybáriková (6-4 7-6), puis Urszula Radwańska (6-2 6-1). Elle est cependant sortie du tournoi par Bojana Jovanovski (6-4 5-7 3-6). Malgré une défaite au troisième tour des qualifications pour l'US Open, elle améliore ce parcours à  Suzhou. Elle bataille face à Arina Rodionova (3-6 7-6 7-6) au premier tour, puis elle sort Lyudmyla Kichenok ne lui laissant qu'un seul jeu (6-0 6-1). Elle passe ensuite Risa Ozaki (7-6 6-0). Elle est sortie du tournoi par la future finaliste, la Chinoise Duan Ying-Ying (6-2 3-6 2-6). Le reste de l'année est très mitigé, ne passant pas le premier tour.
En double, elle participe à sa seule finale perdue face à la paire taiwanaise  Chan Chin-wei -  Chuang Chia-jung, elle est alors associée à Eri Hozumi.

### 2015 - 2016: résultats très mitigés pendant plus d'un an puis déclic et unique finale WTA 125
L'année 2015 est très mitigée puisque Misa Eguchi ne passe quasiment pas les phases de qualifications. Elle doit attendre le mois de février pour arriver au premier tour, mais elle est éliminée par Jarmila Gajdošová au premier tour à Pattaya. Lors du tournoi de Kuala Lumpur, elle élimine An-Sophie Mestach au premier tour, mais est sortie par la Taïwanaise Hsieh Su-wei. Anett Kontaveit l'élimine au premier tour de Bakou et enfin, Zhu Lin la sort au premier tour à Dalian. Ce sont là les meilleurs résultats en 2015 de Misa Eguchi.
2016 est sans aucun doute bien meilleure malgré un début d'année timide. Elle doit attendre Bucarest pour passer un tour face à María Teresa Torró Flor mais échoue face à Laura Siegemund au tour suivant. À Nanchang, elle passe enfin un second tour. Elle y élimine Elitsa Kostova (6-2 6-1) puis enchaine les victoires face à des joueuses locales: Zhu Lin (6-4 6-2), Liu Fangzhou (6-1 6-2). Elle est vaincue par une autre joueuse locale Duan Ying-Ying (6-4 7-6). C'est à Dalian qu'elle accède à sa seule finale en éliminant Lu Jing-Jing (6-3 7-5), puis Anastasia Pivovarova (6-3 6-4), puis plus facilement Julia Glushko (6-2 6-0), par la suite, elle vainc Grace Min (6-4 6-7 6-3). Elle sera perdante face à Kristýna Plíšková (5-7 6-4 5-2) sur abandon alors qu'elle menait au second set.

### 2017 - 2018: saisons en berne et fin de carrière
Elle ne passe plus de premier tour, mais fait deux apparitions en tournois majeurs. Cependant en 2017, la même Kristýna Plíšková l'élimine à l'US Open au premier tour et Jana Fett l'année suivante à l'Open d'Australie. En 2017, à Tokyo, elle est éliminée par HanXinYun, à Séoul, elle est éliminée par Sorana Cîrstea, Markéta Vondroušová la sort du tournoi de Tashkent et Jennifer Brady à Hong-Kong; à chaque fois au premier tour. 
En 2018, elle est sortie par Chihiro Muramatsu qui l'élimine à domicile au tournoi de Tokyo sur un score sévère ce 6-2 6-0 lors du premier tour des phases qualificatives. C'est le dernier match qu'elle a joué depuis.

## Palmarès

### Finale en simple en WTA 125
| No | Date       | Nom et lieu du tournoi             | Catégorie | Dotation  | Surface    | Vainqueure        | Score              |          |
| -- | ---------- | ---------------------------------- | --------- | --------- | ---------- | ----------------- | ------------------ | -------- |
| 1  | 06-09-2016 | Dalian Women's Tennis Open, Dalian | WTA 125   | 125 000 $ | Dur (ext.) | Kristýna Plíšková | 7-5, 4-6, 2-5, ab. | Parcours |

### Finale en double en WTA 125
| No | Date       | Nom et lieu du tournoi                    | Catégorie | Dotation  | Surface    | Vainqueures                    | Partenaire | Score            |          |
| -- | ---------- | ----------------------------------------- | --------- | --------- | ---------- | ------------------------------ | ---------- | ---------------- | -------- |
| 1  | 01-09-2014 | Huangcangyu WTA Suzhou Ladies Open Suzhou | WTA 125   | 125 000 $ | Dur (ext.) | Chan Chin-wei Chuang Chia-jung | Eri Hozumi | 6-1, 3-6, [10-7] | Parcours |

## Parcours en Grand Chelem

### En simple
| Année | Open d'Australie | Open d'Australie | Internationaux de France | Internationaux de France | Wimbledon | Wimbledon     | US Open         | US Open               |
| ----- | ---------------- | ---------------- | ------------------------ | ------------------------ | --------- | ------------- | --------------- | --------------------- |
| 2012  | Q1               | Anna Floris      | Q1                       | Madison Brengle          | —         | —             | —               | —                     |
| 2014  | —                | —                | Q1                       | Irina-Camelia Begu       | —         | —             | Q3              | Françoise Abanda      |
| 2015  | Q2               | Katarzyna Piter  | Q1                       | Lourdes Domínguez Lino   | Q1        | Donna Vekić   | Q3              | Aliaksandra Sasnovich |
| 2016  | Q1               | Wang Qiang       | Q1                       | Melanie Oudin            | Q2        | Mandy Minella | Q1              | Myrtille Georges      |
| 2017  | —                | —                | —                        | —                        | —         | —             | 1er tour (1/64) | Kristýna Plíšková     |
| 2018  | 1er tour (1/64)  | Jana Fett        | —                        | —                        | —         | —             |                 |                       |

N.B. : à droite du résultat se trouve le nom de l'ultime adversaire.

### En double dames
N'a jamais participé à un tableau final.

## Classements WTA en fin de saison
| Année          | 2008 | 2009 | 2010 | 2011 | 2012 | 2013 | 2014 | 2015 | 2016 | 2017 | 2018 |
| Rang en simple | 968  | 771  | 679  | 232  | 302  | 289  | 130  | 181  | 143  | 480  | 482  |
| Rang en double | 1008 | 796  | 946  | 533  | 233  | 252  | 190  | 228  | 515  | 398  | 491  |

Source : (en) Classements de Misa Eguchi sur le site officiel de la Fédération internationale de tennis